# 呂安
呂安（—262年），字仲悌，小名阿都，東平（今山東東平縣）人。是曹魏鎮北將軍呂昭之子，因呂安妻子被兄長吕巽強姦，吕巽害怕報復，遂誣告呂安不孝，嵇康為呂安辯駁，觸怒權臣司馬昭，後司馬昭聽信钟会之言，處死了呂安，連帶斬首了嵇康。

## 生平
吕安为人狂放不羈，臧荣绪《晉書》称：“呂安才器高奇。”因为兄长吕巽与竹林七贤之一的嵇康是好友，所以呂安也成為嵇康的朋友。
后来，吕安搬到山阳与嵇康、向秀住在一起，过着隐逸的生活，嵇康从事打铁，吕安灌园种菜，而向秀则两头跑帮忙。曾与嵇康辩论过“智慧”与“勇气”的问题，认为勇气不能产生智慧，但智慧必然能产生勇气。嵇康《明胆论》中的吕子即是指吕安。
呂安之妻徐氏有美色，吕安兄长呂巽逼姦徐氏。吕安原本准备出妻并控告兄长，吕巽请嵇康从中调停，经过嵇康的劝解，吕安没有揭发这件事。但是吕巽内心不安，反誣呂安事母不孝，陷之入獄。吕安被判处流徙，临行前作《与嵇生书》，其中有言辞惹怒了大将军司马昭，将他追回下狱。嵇康作《與呂长悌絕交书》与吕巽绝交，并出面为吕安作证，钟会因此劝说司马昭将二人一同处死。魏景元三年（262年）吕安与嵇康俱被誅。

## 千里命驾
吕安与嵇康感情要好，每次想念对方时便不远千里驱车前去造访。留下了千里命驾的典故。

## 题凤
吕安钦佩嵇康的高致，却轻视嵇康的兄长嵇喜。一次呂安拜訪嵇康，正好嵇康不在，嵇康的兄长嵇喜請他入坐，呂安沒進去，在門上寫一「鳳」字離去。嵇喜以為是讚美他，嵇康曰：“鳳字凡鳥也。”这是典故题凤的来历。

## 《与嵇生书》作者的争议
干宝的《晋纪》将此文作者归为吕安，题目中的“嵇生”指的是嵇康。而嵇康之子嵇绍曾作《叙赵至》否认此说，称此文的作者乃与其同辈的赵至，题目中的“嵇生”则是指嵇绍的从兄嵇蕃。《文选》作者不能辩别，作了折中处理，题目写作《赵景真与嵇茂齐书》而作者却写是吕安。二说向来争议不断，学界莫衷一是。
持赵至说的认为，嵇绍作为与作者有过直接接触的人，而且其叙述赵至生平条理清楚，并无前后矛盾。从文献学上讲他的叙述应当是最可靠的。
但是也观点认为《与嵇生书》的作者确是吕安无误。余嘉锡先生认为若是没有作书、流徙一事，嵇、吕仅因“不孝”被杀，于理不通，且赵至是个孝子，肯定不会写这种不忠的文章，所以干宝的记载应是准确无误的。他认为嵇绍否认此书是吕安作与其父的是因为嵇绍认为此书“不忠”，不愿意承认其父与作“不忠之书”的吕安为党。戴明扬先生亦持此观点，并从文意上作了分析。